# Alaska National Guard
La  Alaska National Guard è una componente della Riserva militare inquadrata sotto la U.S. National Guard. Il suo quartier generale è situato a Fort Richardson, presso Anchorage.

## Organizzazione
Attualmente, al 2024, sono attivi i seguenti reparti:

### Componente Terrestre
- Alaska Army National Guard
  -  38th Troop Command
  -  207th Aviation Troop Command
  -  151st Regional Support Group

### Componente Aerea
- Alaska Air National Guard
  -  168th Wing
  -  176th Wing